# Banjolučka sahat-kula
Sahat-kula u Banjoj Luci se nalazila u neposrednoj blizini Ferhadije džamije. Nacionalni je spomenik Bosne i Hercegovine. Spadala je u značajne objekte i predstavljala je specifičan javni objekt nezaobilazan za arhitektonsko-urbanistički razvoj grada Banje Luke. 
Objekt sahat-kule bio je kompozicijski i koncepcijski usko povezan s objektom Ferhad-pašine džamije i ostalim objektima stare čaršije u Banjoj Luci. U pronađenoj Ferhat-begovoj vakufnami[pojasniti] može se zaključiti da je podignuta oko 1587. godine. Prema određenim zapisima u vakufnami banjolučka sahat-kula najstarija je sahat-kula u Bosni i Hercegovini.

## Izgradnja
Podrijetlo i kronološki okvir u kome je nastala ova sahat-kula još nije sa sigurnošću utvrđen. Nastala je u 16. stoljeću, odnosno u vrijeme uspostavljanja Bosanskoga pašaluka u Banjoj Luci za vrijeme Ferhat-paše Sokolovića (1574. – 1588.) 
Sahat-kula je bila jednoprostoran objekt i u podnožju je imala skoro četvornu osnovicu dimenzija 3,20 × 3,30 m. Njezini zidovi su bili neobično masivni. Imala je oblik tornja koji se postupno sužavao do visine 14,40 m, odakle je započinjao vertikalni dio novoizgrađenoga dijela koji je nastao nakon potresa 1969. godine. Visina sahat-kule iznosila je 18,89 m, a bila je završena četveroslivnim šatorastim krovom. Ulaz se nalazio s jugoistočne strane objekta i nekoliko puta je mijenjan, prepravljan i dograđivan. Iznad polukružnoga otvora bili su vidljivi ostaci prelomljenoga luka od opeke, tzv. tuble,[pojasniti] te mjesto gdje se ranije nalazila kamena ploča s epigramom. Zbog graditeljskih aktivnosti oko kule došlo je do povećanja razine terena te je prvobitna kaldrma zatrpana i visina ulaza smanjena. Sahat-kula je bila zidana kamenom vapnencom, djelomično priklesanim blokovima. Kvaliteta i vrsta kamena su bili različiti, ali je prevladavala tesana sedra na vanjskome dijelu zida, dok je unutrašnji zid bio od takozvanog "lauš-kamena" (laporoviti vapnenac iz okolice Banje Luke, slabije kvalitete), tako da s vanjskim zidom daje mješovitu strukturu međusobno inkorporiranih blokova. Gornje, nove zone objekta, zidane su jajačkom sedrom u cementnoj žbuci. Temelji su objekta bili od većih i pravilnih blokova vapnenca, povezanih također živim vapnom. Objekt je ležao na nasipu visine 4 m, što je imalo za posljedicu da je, kao takav, bio temeljen na drvenom roštilju, od zdrave hrastove građe. Sahat-kula je u prvo vrijeme otkucavala sate a la turca[pojasniti]. Do početka Drugog svjetskog rata na sahat-kuli je postojalo zvono koje je odbijalo satove. Na njemu je bio latinski natpis "Izlijao me Bartol Padovan anno domini MDI". Slova su bila izlijana vrlo primitivno. Zvono je bilo iz 1501. godine.

## Nadogradnja
Sahat-kula je kroz vremensko razdoblje od svog nastanka doživljavala čitav niz promjena, kako u svom izgledu, tako i u dimenzijama, posebno visini. Većina izmjena je nastala u toku 19. stoljeća, kada su gornji dijelovi objekta ozidani opekom. Taj se izgled može vidjeti na fotografijama iz austrougarskoga razdoblja i nije pouzdano utvrđeno je li nastao kao posljedica autentične restauracije ili zbog potrebe za povećanjem visine objekta. U to je vrijeme objekt povećan na visinu od 22 m i u svom vrhu je dobio jedan polukružni otvor, a pored ukrasnog vijenca ispod strehe pojavili su se dekorativni elementi izvedeni u žbuci poput dekorativnog friza.
Urbanističkim planom Banje Luke iz 1975. godine bila je predviđena njena rekonstrukcija i vraćanje prvobitne namjene. 

## Rušenje
Banjolučku sahat-kulu srušile su vlasti Republike Srpske 1993. godine nedugo nakon rušenja Ferhadije. Još uvijek nije utvrđena individualna odgovornost, niti su poduzete mjere kojima bi se počinitelje dovelo pred sud.

## Rekonstrukcija
Rekonstrukcija tj. rekompozicija banjolučke sahat-kule još nije podrobno razrađena, ali je njena konceptualna rekonstrukcija navedena kao dio cjelokupne rekonstrukcije kompleksa Ferhadija džamije.

## Vanjske poveznice
- Banjolučka sahat-kula  Arhivirana inačica izvorne stranice od 13. veljače 2007. (Wayback Machine)
- Komisija za očuvanje nacionalnih spomenika - Sahat-kula u Banjoj Luci